# Obwód (geometria)

Jeśli średnica koła wynosi 1, to jego obwód równa się π, co równe jest odległości przemierzonej przez koło w czasie jednego obrotu.

Obwód – długość krzywej będącej brzegiem danej figury płaskiej.

## Wzory na obwody
- koło – długość okręgu: {\displaystyle O=2\pi r}
- wielokąt: suma długości jego boków
  - wielokąt foremny o n bokach długości a: {\displaystyle O=na,} w szczególności:
  - trójkąt równoboczny: {\displaystyle O=3a}
  - kwadrat: {\displaystyle O=4a}
  - prostokąt: {\displaystyle O=2(a+b)}
- elipsa – dokładny wzór na obwód elipsy (czyli długość elipsy, gdyż jest ona krzywą) w ogólnym przypadku nie może być wyrażony w postaci algebraicznej. Przybliżony wzór:

{\displaystyle L\approx \pi \left(3\cdot {\frac {a+b}{2}}-{\sqrt {ab}}\right),}
gdzie {\displaystyle a} i {\displaystyle b} to długości półosi elipsy.